# Catalanoestatunidencs
Els catalanoestatunidencs són estatunidencs que reconeixen ascendència ètnica catalana i/o s'hi autoidentifiquen. El grup està format per catalans d'origen naturalitzats o residents a territori estatunidenc, els seus descendents i, en menor mesura, pels ciutadans o residents d'origen català que varen emigrar als Estats Units procedents de l'Amèrica Llatina i que encara reconeixen l'ascendència catalana.
Els catalanoestatunidencs s'identifiquen amb el codi 204 "Catalan American" a partir del qüestionari ampliat del Cens dels Estats Units de l'any 2000, amb el nom "Catalan", «català» en anglès. Un total de 1.738 individus varen respondre amb l'esmentat codi al qüestionari del cens, dels quals 1.660 varen indicar que eren capaços de parlar català. Com que aquest qüestionari es repartí entre 1 de cada 6 llars, pot deduir-se que el nombre de catalanoestatunidencs podria arribar a unes 10.000 persones.
En el Cens dels Estats Units les persones d'origen català estan dins el grup anomenat "blanc americà".

## Llista de catalanoestatunidencs

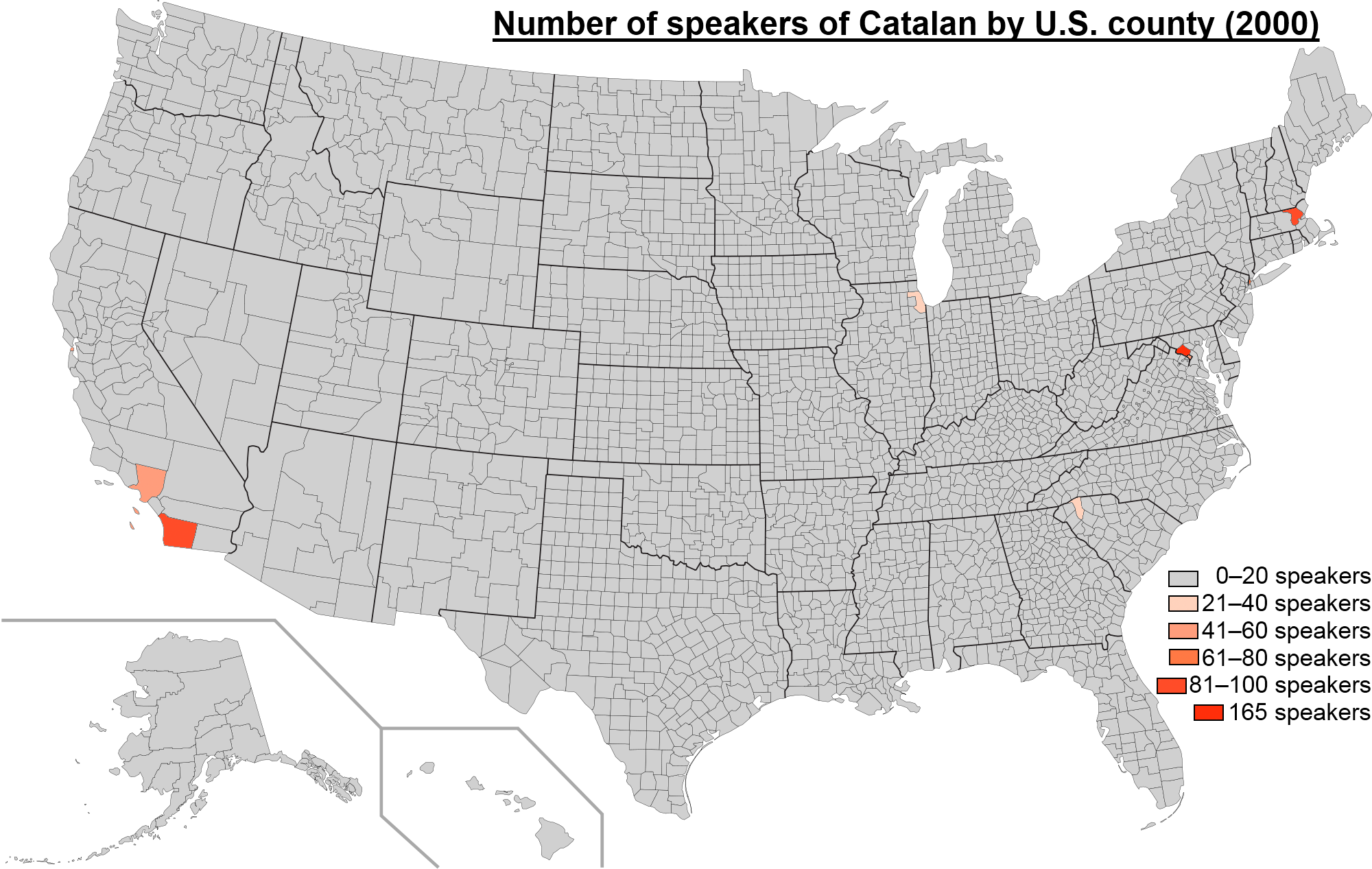
Mapa dels comtats dels Estats Units ressaltant en gradació del gris al taronja la localització dels parlants de català.

- Josep Sadoc Alemany i Conill (1814–1888), Bisbe i missioner
- Felipe Alfau (1902–1999) novelista i poeta
- Tadeu Amat i Brusi (1810–1878) Bisbe de Monterey-Los Angeles
- Lleonard Balada i Ibañez (1933 -) compositor
- Angela Bofill (1954 -) vocalista de R&B
- Don Carlos Buell (1818–1898) militar durant la Guerra Civil Americana
- Patricia Clarkson (1959 -), actriu
- Nini Camps, cantant de Folk rock
- María Canals Barrera (1966 -) actriu i cantant
- David Farragut, oficial naval
- Jordi Ferragut Mesquida, oficial naval
- Nestor Carbonell (1967 -) actor
- Julian Casablancas (1978 -) cantant amb la banda de rock The Strokes
- Mary Costa (1930 -) cantant
- Xavier Cugat (1900–1990), músic
- Pere d'Alberní i Teixidor (1747–1802), governador de Las Californias
- Pere Fages i Beleta (1734–1794), governador de Las Californias
- Ernest Fenollosa (1853–1908) professor de filosofia i economia política
- Alex Ferrer (1960 -) jutge al xou televisiu Judge Alex
- Danay Ferrer (1974 -)
- Fernando Ferrer (1950 -), polític a The Bronx, Nova York
- Frank Ferrer, bateria de rock
- Jorge Ferrer, escriptor
- Manuel Y. Ferrer, guitarrista
- Mel Ferrer (1917–2008) actor, director, i productor de pel·lícules
- Miguel Ferrer (1955 - 2017) actor
- Prefuse73 músic
- Rafael Ferrer (1960 -), actor
- Michelle Font (1982 –), Miss USA 2008
- Valentí Fuster (1943 -) cardiòleg
- Martin Garralaga - (1894–1981) actor de televisió
- Marc Gasol (1985 -) jugador de l'NBA
- Pau Gasol (1980 -) jugador de l'NBA
- Joseph Miró (1946 -) polític
- Francesc Mora i Borrell (1827–1905) Bisbe de Monterey-Los Angeles
- Gaspar de Portolà i Rovira (1716–1784) explorador i governador de Califòrnia (1767–1770) i fundador de San Diego
- Manny Puig (1954 -), artista
- George Rabasa (1941 -) escriptor
- Xavier Sala i Martin (1962 -) professor d'economia a la Columbia University
- Oriol Servià (1974 -) pilot de cotxes a les IndyCar Series